# Hucho taimen
El Taimen (Hucho taimen) es una especie de pez de la familia Salmonidae en el orden de los Salmoniformes.

## Morfología
Los machos pueden alcanzar 200 cm de longitud total y 100 kg de peso.

## Reproducción
Tiene lugar durante el mes de mayo.

## Hábitat
Vive en zonas de  aguas dulces templadas.

## Distribución geográfica
Se encuentra desde las cuencas fluviales del mar Caspio y árticas hasta el río Amur.

## Longevidad
Puede llegar a vivir 16 años.

## Estado de conservación
Se encuentra amenazado de extinción debido a la sobrepesca, la  destrucción de su hábitat y la contaminación.

## Curiosidad
Zeb Hogan, el protagonista de una serie llamada Peces monstruosos, biólogo y pescador fue a Mongolia para pescar con mosca y capturar a esta especie, medirla, pesarla, etiquetarla y devolverlo al agua como lo hace un verdadero pescador pesca y suelta, el subtítulo original es La terrible trucha de Mongolia en otros países el subtítulo se dice como: La trucha gigante, Taimen y  El monstruo del lago frío de Mongolia.